# Гамалеро, Оттавио Висконти
Граф Оттавио Висконти (итал. Ottavio Visconti; ум. 11 июня 1632, Брюссель), консиньор ди Бриньяно, 1-й граф ди Гамалеро — государственный и военный деятель Испанской империи.

## Биография
Происходил из линии Висконти ди Бриньяно, сын Оттоне Висконти, консиньора ди Бриньяно, и Джиневры ди Негро, двоюродный брат Франческо Бернардино Висконти.
В 1621 году разделил доставшуюся в наследство часть владения Гамалеро с братом Бартоломео.
Член Тайного и Военного советов Его Католического Величества в герцогстве Миланском, губернатор города Комо, первый рыцарь инфанты Изабеллы.
24 мая 1626 был пожалован Филиппом IV в рыцари ордена Золотого руна. Орденскую цепь получил в 1628 году, став первым миланцем, удостоенным этого самого престижного отличия католической Европы.
Был погребен в монастыре францисканцев в Брюсселе, затем останки были перевезены в Италию в монастырь Вико, основанный графом в городе Комо.

## Семья
1-я жена: Деидамия Кавацци делла Сомалья (ум. 1617), дочь Пьетро Паоло Кавацци делла Сомалья и Деидамии Кассины
2-я жена (25.02.1622, Ангьен): Клер-Клод д'Аренберг (20.08.1594—1670), дочь князя Шарля д'Аренберга и Анны де Крой, герцогини ван Арсхот, вдова Бертена-Удара Спинолы, графа де Бруэ, сына Гастона Спинолы